# Dele Adebola
Bamberdele Olusegun »Dele« Adebola, nigerijsko-angleški nogometaš, * 23. junij 1975, Lagos, Nigerija.
Nazadnje je igral za Rushall Olympic.